# Bartercard Cup
 (février 2023).
Si vous disposez d'ouvrages ou d'articles de référence ou si vous connaissez des sites web de qualité traitant du thème abordé ici, merci de compléter l'article en donnant les références utiles à sa vérifiabilité et en les liant à la section « Notes et références ».
La Bartercard Cup était le principal championnat de rugby à XIII de Nouvelle-Zélande de 2000 à 2007. Cette compétition servait de tremplin aux joueurs néo-zélandais pour évoluer au niveau supérieur c'est-à-dire dans le championnat de la NRL ou de la Super League.
Elle succédait à la Lion Red Cup (en) (1994-1996) et a été remplacée par un championnat des provinces (en) (2008-2009), lui-même remplacée en 2010 par la National Zonal Competition.

## Les équipes de la saison 2007
- Auckland Lions
- Harbour League
- Tamaki Titans
- Canterbury Bulls
- Waitakere Rangers
- Wellington Orcas
- Waicoa Bay Stallions
- Northern Storm
- Counties Manukau Jetz
- Central Falcons

## Palmarès
| Années | Champions              | Score | Score | Finalistes               |
| ------ | ---------------------- | ----- | ----- | ------------------------ |
| 2000   | Canterbury Bulls       | 38    | 24    | Otahuhu Leopards         |
| 2001   | Hibiscus Coast Raiders | 28    | 18    | Eastern Tornadoes        |
| 2002   | Mt Albert Lions        | 24    | 20    | Hibiscus Coast Raiders   |
| 2003   | Canterbury Bulls       | 32    | 28    | Marist Richmond Brothers |
| 2004   | Mt Albert Lions        | 40    | 20    | Marist Richmond Brothers |
| 2005   | Mt Albert Lions        | 24    | 20    | Canterbury Bulls         |
| 2006   | Auckland Lions         | 25    | 18    | Canterbury Bulls         |
| 2007   |                        |       |       |                          |